# Historia de la teología cristiana
La doctrina de la Santísima Trinidad, considerada el núcleo de la teología cristiana por los trinitarios, es el resultado de la continua exploración por parte de la Iglesia de la datos bíblicos, discutida en debates y tratados, finalmente formulada en el Primer Concilio de Nicea en 325 d. C. de una manera que ellos creen que es consistente con el testimonio bíblico, y refinada en escritos y concilios posteriores. Los fundamentos bíblicos más reconocidos para la formulación de la doctrina se encuentran en el Evangelio de Juan, que posee ideas que se originan en el platonismo y la filosofía griega.
El antitrinitarismo es cualquiera de las diversas creencias cristianas que rechazan la doctrina trinitaria de que Dios es tres personas distintas en un solo ser. Los grupos no trinitarios modernos difieren ampliamente en cuanto a la naturaleza de Dios, Jesús y el Espíritu Santo.
La Teología histórica es el estudio académico del desarrollo de la teología cristiana.

## Antecedentes

### Orígenes judíos
El cristianismo se originó en el siglo I d. C. como una secta menor dentro del judaísmo del Segundo Templo (516  AC - AD 70). Los principios básicos de la religión judía eran el monoteísmo ético, la Torá (o Ley), y la esperanza escatológica en una futura edad mesiánica. Esta época también coincidió con el período helenístico, que vio cómo la cultura griega se extendía y se convertía en la cultura dominante de la región mediterránea. Un reto importante para los judíos durante esta época fue cómo responder a la helenización y permanecer fieles a sus tradiciones religiosas.
En el siglo I, el judaísmo estaba dividido en varias sectas rivales. Había fariseos, saduceos, esenios y otros grupos. Cada grupo adoptó diferentes posturas hacia la helenización. Los saduceos hacían hincapié en el sacrificio y el ritual que sólo podía tener lugar en el Templo de Jerusalén. Sólo reconocían la Torá escrita como autorizada. Los fariseos reconocían la Torá oral además de la Torá escrita, y hacían hincapié en la conducta personal por encima del ritual. A diferencia de los saduceos, los fariseos creían en una vida después de la muerte y en la resurrección de los muertos. [También existían movimientos apocalípticos, como los esenios. Estos grupos promovían creencias escatológicas judías en las que la nación judía sería salvada por el prometido Mesías.
Mesías (hebreo meshiach) significa "ungido" y se utiliza en la Biblia para designar a  reyes judíos y en algunos casos a sacerdotes y profetas cuyo estatus se simbolizaba al ser ungidos con aceite de la santa unción. Puede referirse a personas elegidas por Dios para una tarea específica, como toda la nación israelita o a Ciro el Grande que puso fin al cautiverio babilónico. El término se asocia más con el rey David, a quien Dios prometió un reino eterno. Tras la destrucción del reino y el linaje de David, esta promesa fue reafirmada por los profetas Isaías,  Jeremías y  Ezequiel, que previeron un futuro rey de la  estirpe davídica que establecería y reinaría sobre un reino idealizado.
En el período del Segundo Templo, no había consenso sobre quién sería el mesías o qué haría. Lo más común era imaginarlo como un hijo de David del Fin de los Tiempos que se dedicaría a "ejecutar el juicio, derrotar a los enemigos de Dios, reinar sobre un Israel restaurado y establecer una paz sin fin". Sin embargo, también se propusieron otros tipos de figuras mesiánicas: el sacerdote perfecto o el Hijo del Hombre celestial que trae la resurrección de los muertos y el juicio definitivo.
El Biblia hebrea se desarrolló en este periodo a medida que los judíos decidían qué textos religiosos tenían un estatus especial. Los judíos de Alejandría de habla griega produjeron una traducción griega de la Biblia llamada Septuaginta que incluía libros identificados más tarde como Apócrifos, que fueron excluidos de la Biblia hebrea moderna y de la Biblia protestante pero que forman parte de la Biblia católica romana. La Septuaginta influyó en el cristianismo primitivo, ya que fue la Biblia utilizada por los primeros autores cristianos.
El judaísmo helenístico era un movimiento que pretendía combinar el judaísmo con los mejores elementos de la cultura griega. Filón de Alejandría, que vivió más o menos en la misma época que Jesús, intentó armonizar las escrituras judías con la filosofía griega a través de una interpretación alegórica de la Biblia.

### Influencias griegas

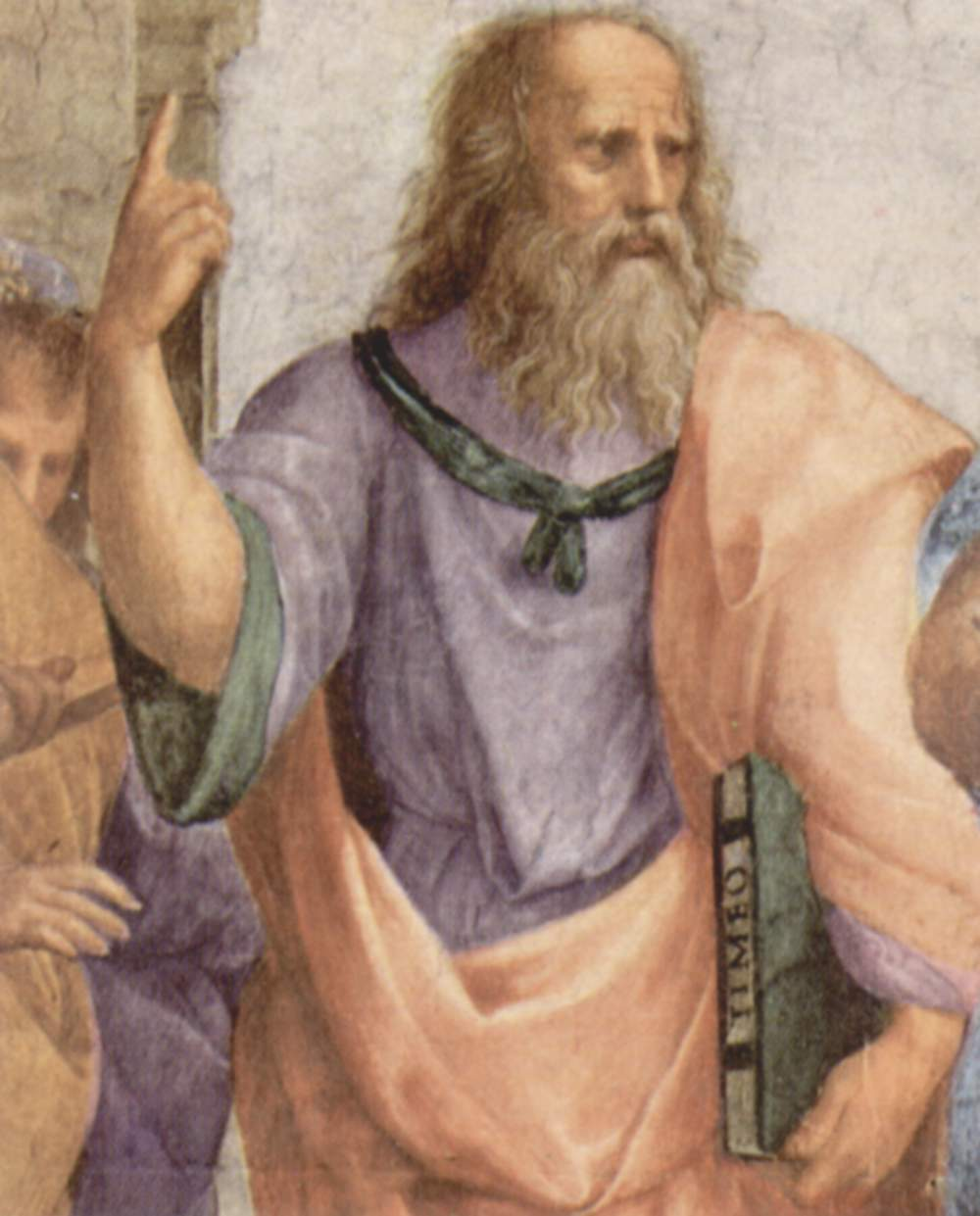
Plato, detalle de La Escuela de Atenas (1511) por Raphael

El historiador eclesiástico Diarmaid MacCulloch ha observado que "el cristianismo en sus primeros cinco siglos fue en muchos aspectos un diálogo entre el judaísmo y la filosofía grecorromana". La influencia filosófica más importante fue el platonismo:
- La doctrina de los dos mundos de Platón (el mundo visible y el mundo de las Ideas) fue utilizada por algunos autores cristianos para fundamentar las ideas cristianas sobre el "mundo" y también sobre el cielo y la tierra.[18]
- La La teoría del alma de Platón fue utilizada por los cristianos para defender sus propias creencias sobre la inmortalidad y la vida después de la muerte.[19]
- Bajo la influencia de la epistemología platónica (teoría del conocimiento), los cristianos adoptaron una desconfianza hacia la percepción sensorial como medio para alcanzar el conocimiento. Sin embargo, los cristianos rechazaron la idea platónica de que el aprendizaje es en realidad "recuerdo" o "reminiscencia", ya que esto requería la creencia en la preexistencia de las almas, que los cristianos rechazaban.[20]
- La Idea del Bien de Platón influyó notablemente en las concepciones cristianas de Dios. En el pensamiento platónico, la deidad suprema era perfecta e inmutable. Pero este dios supremo carecía de "compasión por la tragedia humana, porque la compasión es una pasión o emoción" que implica cambios de humor. Se trataba de una deidad muy diferente del Dios bíblico. Aunque el Dios de la Biblia era trascendente, también era apasionado y compasivo con los humanos. De hecho, el Dios bíblico intervenía constantemente en los asuntos de Israel.[21] A pesar de estas diferencias, "surgió la costumbre, muy arraigada en algunos círculos teológicos, de hablar de Dios en los mismos términos que Platón utilizaba para referirse a la Idea del Bien: Dios es  impasible, infinito, incomprensible, indescriptible, etc."[22]
- Otra influencia importante fue el Estoicismo, que hizo dos contribuciones importantes al pensamiento cristiano primitivo:[23]

- - Los estoicos enseñaban que existía una razón universal o logos a través de la cual todas las personas son capaces de conocer y comprender.
  - Los estoicos también enseñaban la existencia de una  ley natural, que era conocible por todas las personas. Los cristianos adoptaron el concepto de ley natural como fundamento de la ética cristiana.

## Iglesia primitiva (c. 30-500)

### sigloI

#### Jesús
.

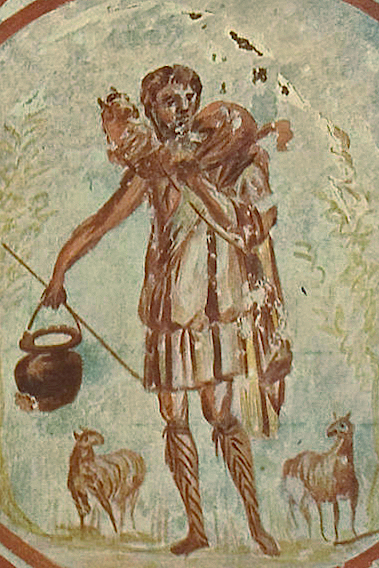
Una de las representaciones más antiguas de Jesús como el Buen Pastor, realizada alrededor del año 300 d. C.

El cristianismo se centra en la vida y  enseñanzas de Jesús de Nazaret, que vivió c. 4 a. C.. Las únicas fuentes cristianas supervivientes del siglo I son textos que posteriormente se incluyeron en el Nuevo Testamento.. Las más antiguas son las epístolas paulinas, cartas escritas a varias congregaciones cristianas por Pablo Apóstol en los años 50 d. C.. Según MacCulloch, los eruditos consideran que siete epístolas paulinas fueron escritas realmente por Pablo: Romanos,  Primera a los Corintios,  Segunda a los Corintios, Gálatas, Filipenses, Primera epístola a los Tesalonicenses y Filemón. Se duda de la autenticidad de las epístolas restantes: Efesios, Colosenses, Segunda Tesalonicenses, Primera Timoteo, Segunda Timoteo, Tito y Hebreos. Las epístolas proporcionan información sobre lo que las primeras comunidades cristianas creían acerca de Jesús. Tres temas son evidentes:
1. Jesús es la forma en que Dios puede ser conocido. Él es la "imagen del Dios invisible" ( Colosenses 1:15) y la "representación exacta" de Dios (Hebreos 1:3).
2. Jesús hace posible la  salvación.
3. La resurrección de Jesús confirma la verdad de su identidad. A través de la  fe, los creyentes experimentan la unión con Jesús y ambos comparten su  sufrimiento y la  esperanza de su resurrección.

Los tres evangelios sinópticos de Mateo, Marcos y Lucas son biografías de la vida de Jesús. Fueron escritas por testigos presenciales del ministerio de Jesús y no se conciben principalmente como relatos históricos. Fueron escritas como "declaraciones de la verdadera identidad de Jesús como Cristo e Hijo de Dios, escritas con la intención de alentar o fortalecer la fe de sus primeros lectores".. Aunque coinciden entre sí en las líneas generales de la vida de Jesús, cada evangelio tiene su propio énfasis. El Evangelio de Marcos (escrito c. AD 65) presenta a Jesús como "el Mesías sufriente, el Son of Man que es crucificado y posteriormente vindicado por Dios". Los Evangelios de Mateo y Lucas fueron escritos c. 80. En Mateo, Jesús es Mesías, Hijo de David y un nuevo Moisés. En Lucas, es profeta y mártir..
El Evangelio de Juan fue escrito alrededor del año 100 d. C.. En Juan, Jesús es descrito como Dios mismo. En una apropiación de conceptos filosóficos griegos, el Evangelio de Juan identifica a Jesús como el logos divino por el que fue creado el mundo: "Y el Verbo se hizo carne y habitó entre nosotros, y hemos visto su gloria".
Los  cuatro evangelios canónicos se centran en tres temas:
1. Lo que Jesús enseñó, particularmente las parábolas de Jesús.
2. Lo que Jesús hizo, en particular los milagros de Jesús.
3. Lo que dijeron los testigos sobre Jesús.

Como el Cristo o el "Ungido" (en griego: Christos), Jesús es identificado como el cumplimiento de las profecías mesiánicas en las escrituras hebreas. A través de los relatos de su milagroso nacimiento virginal, los evangelios presentan a Jesús como el Hijo de Dios. A lo largo del Nuevo Testamento, Jesús es llamado kyrios ("señor" en griego), una palabra usada en la traducción Septuaginta de la Biblia hebrea para el nombre de Dios..
El mensaje de Jesús se centraba en la llegada del Reino de Dios (en la escatología judía un futuro en el que Dios gobierna activamente el mundo en justicia, misericordia y paz). Jesús instó a sus seguidores a  arrepentirse en preparación para la llegada del reino. En el Marcos 1#Versículos 14-15, Jesús proclama: "El tiempo se ha cumplido y el reino de Dios está cerca; arrepentíos y creed en el evangelio". Sus enseñanzas éticas incluían amar a los enemigos, no se puede servir a Dios y a Mammon (las riquezas), y no juzgar a los demás. Estas enseñanzas éticas están encapsuladas en el Sermón de la Montaña y en el Padre Nuestro. Los relatos evangélicos concluyen con una descripción de la crucifixión y resurrección de Jesús, que en última instancia conduce a su Ascensión..
Para el público judío, la predicación primitiva se centraba en Jesús como el cumplimiento de las esperanzas mesiánicas de Israel que  san Pedro se encargó de repetir. Sin embargo, cuando predicaban a un público griego, los cristianos apelaban a la tradición intelectual griega. Este enfoque se puede véase en el Sermón del areópago pronunciado por el apóstol Pablo y descrito en  Hechos 17. Refiriéndose al culto de la Atenas al Dios Desconocido, Pablo proclama que este dios se revela a la humanidad a través de Jesús. Citando al poeta ateniense Arato, Pablo afirma que en Dios "vivimos, nos movemos y existimos".

#### Espíritu Santo
Las referencias al Espíritu Santo también se encuentran en el Nuevo Testamento, pero no está del todo claro cómo el Espíritu se relaciona con Jesús. El término habría sido familiar a los cristianos judíos. En el Evangelio de Juan, el Espíritu desciende sobre Jesús durante su  bautismo por Juan el Bautista. Pablo habla del Espíritu a menudo en sus cartas. El Espíritu une a todos los cristianos: "Porque por un solo Espíritu fuimos todos bautizados en un solo cuerpo -judíos o griegos, esclavos o libres- y a todos se nos dio a beber de un mismo Espíritu".
Pablo escribió que el Espíritu capacita a la iglesia con diversos dones o charismata. En, Pablo escribió sobre la práctica de hablar en lenguas extáticamente (o lenguas desconocidas). El libro de los Hechos de los apóstoles describió cómo el Espíritu descendió sobre los Doce Apóstoles en la fiesta de Pentecostés y les hizo hablar en lenguas extranjeras.

#### Cristianos gentiles y ley judía

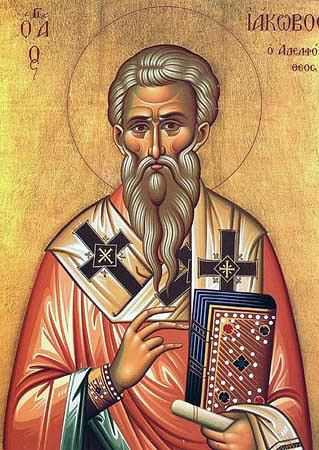
Juan el Justo, líder de la iglesia de Jerusalén

Los primeros cristianos eran judíos cristianos, y el centro del cristianismo era la iglesia de Jerusalén. Los Hechos registran que durante los años 40 y 50 d. C. hubo una  controversia sobre la circuncisión y el lugar de los gentiles (no judíos) en el movimiento. Los judaizantes creían que los cristianos gentiles debían seguir las leyes y costumbres judías, en particular la circuncisión, para ser salvados. Pablo, sin embargo, argumentaba que nadie podía ser hecho justo o justificado siguiendo la ley de Moisés sino sólo a través de la fe en Jesús, citando al profeta  Habacuc: el que por la fe es justo vivirá. En el Concilio de Jerusalén celebrado en el año 49  DC, se decidió que los creyentes gentiles no tendrían que someterse a la circuncisión.
La cuestión permaneció viva durante muchos años después del concilio de Jerusalén. Fuentes del Nuevo Testamento sugieren que Santiago el Justo, hermano de Jesús y líder de la iglesia de Jerusalén todavía creía que la Torá era vinculante para los cristianos judíos. En su Epístola a los gálatas, Pablo describió a "gente de Santiago" haciendo que el Apóstol Pedro y otros cristianos judíos de Antioquía rompieran la comunión de mesa con los gentiles. Joel Marcus, profesor de orígenes cristianos, sugiere que la postura de Pedro se situaba entre Santiago y Pablo, pero que probablemente se inclinaba más hacia Santiago.
La Epístola de Santiago, que probablemente sea  seudónima, subraya la importancia de la Torá como "la ley perfecta de la libertad" y "la palabra implantada que puede salvar vuestras almas". Marcus comenta que en la epístola "se deja poco espacio para la función salvadora de Jesús, que sólo se menciona dos veces, y de forma incidental (1.1, 2:1)."
La influencia de la iglesia de Jerusalén y su forma de cristianismo judío decayó tras la revuelta judía del 66-70  d. C. y nunca se recuperó. La  teología paulina se convirtió en la forma principal del cristianismo, y "todos los cristianos que viven hoy son los herederos de la Iglesia que Pablo creó".

### sigloII

#### Padres Apostólicos

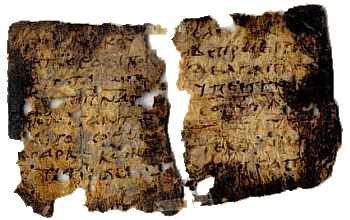
Manuscrito de la Didache

A finales del siglo I y principios del II, aparecen los primeros Padres de la Iglesia. La primera colección de escritos patrísticos se conoce como Padres Apostólicos porque tradicionalmente se creía que los autores habían conocido a los Apóstoles.González (1987, p. 61): Se les ha dado este título porque en la época se pensaba que habían conocido a los apóstoles. En algunos casos esto parece muy posible, pero en otros fue un mero producto de la imaginación. Existe cierto solapamiento cronológico entre los últimos escritos del Nuevo Testamento y los primeros de los Padres Apostólicos. Por ejemplo, la Segunda Epístola de Pedro del Nuevo Testamento fue escrita probablemente más tarde que muchos de los Padres Apostólicos, mientras que la Didaché fue escrita probablemente bien entrado el período del Nuevo Testamento. Aunque el Canon del Nuevo Testamento no se definió durante este período, "los Evangelios y las Epístolas paulinas se consideran autoridades". Los Padres Apostólicos y esritos patrísticos son:
- Clemente de Roma
- La Didaché
- Ignacio de Antioquía
- Policarpo de Esmirna
- Papías de Hierápolis
- Epístola de Bernabé
- El Pastor de Hermas
- Epístola a Diogneto]

Los escritos de los Padres Apostólicos revelan el desarrollo de distintas escuelas u orientaciones teológicas: Asia Menor y Siria, Roma y Alejandría. La escuela de Asia Menor, representada por la literatura joánica, Ignacio, Policarpo y Papías, hacía hincapié en la unión con Cristo para alcanzar la vida eterna. Para Ignacio, la eucaristía une al creyente a la pasión de Cristo. Escribió que era la medicina de la inmortalidad, el antídoto que da por resultado no morir, sino vivir para siempre en Jesucristo. Los escritos de Papías enseñaban el premileniarismo histórico-la creencia de que la Segunda Venida inaugurará el reinado de mil años de Jesús en la tierra (el milenio).
El cristianismo romano (representado por Clemente y Hermas) estaba influido por el estoicismo y hacía hincapié en la ética y la moral. Hermas enseñaba que una persona podía ser perdonada una vez por el pecado postbautismal (pecados cometidos después del bautismo). Hermas también introdujo la idea de la Acción supererogatoria, es decir, hacer más de lo que exigen los mandamientos de Dios. Este concepto contribuiría al desarrollo posterior del tesoro de méritos y del sistema penitencial del Iglesia occidental.
La escuela alejandrina, representada por la Epístola de Bernabé, estaba influida por el platonismo medio y el neoplatonismo. Combinaba un enfoque ético con una interpretación alegórica del Antiguo Testamento en la tradición de  Filón. El autor de la Epístola de Bernabé utilizó una interpretación alegórica del Antiguo Testamento para armonizarlo con las enseñanzas cristianas. Los relatos del Antiguo Testamento se entendían como tipos que apuntan a la obra salvadora de Jesús.
Los Padres apostólicos utilizan un lenguaje trinitario, como el escrito por Clemente: ¿No tenemos un solo Dios y un solo Cristo y un solo Espíritu de gracia, el Espíritu que ha sido derramado sobre nosotros? Aunque la cristología seguía sin desarrollarse, los Padres Apostólicos estaban de acuerdo en la preexistencia de Cristo, así como tanto en su divinidad como en su humanidad. Ignacio se refirió a Jesús como "nuestro Dios" y escribió que "El único Dios se manifestó por Jesucristo su Hijo que es su Verbo que procedió del silencio". Al oponerse al Docetismo-movimiento que negaba la humanidad de Jesús y, por tanto, su Encarnación-, Ignacio escribió: Hay un solo Médico: carne y espíritu, engendrado y no engendrado, en el hombre, Dios, en la muerte, vida verdadera, tanto de María como de Dios, primero pasible y luego impasible, Jesucristo nuestro Señor. En El Shephard de Hermas, el Espíritu Santo se confunde con el Hijo de Dios: "el santo Espíritu preexistente que creó toda la creación Dios hizo habitar en carne que él quiso. Esta carne por lo tanto en que el Espíritu Santo habitó fue sujeto al Espíritu ... Eligió esta carne como compañera del Espíritu Santo".
Los Padres Apostólicos no parecen compartir un mismo concepto de política eclesiástica u organización.. En la Didaché, profetas son los líderes preeminentes de la iglesia con obispos y diáconos en papeles subordinados. Es posible que este arreglo represente "un período de transición entre el sistema primitivo de autoridad carismática y la organización jerárquica que se desarrollaba lentamente dentro de la iglesia". Otros autores subrayan la importancia de los obispos como líderes de la Iglesia. En una temprana articulación de la sucesión apostólica, Clemente enseña que los apóstoles nombraron obispos (o presbíteros) y diáconos para dirigir la iglesia. Ignacio proporcionó la descripción más antigua de un obispo monárquico, escribiendo que "todos deben respetar a los diáconos como a Jesucristo y al obispo como una copia del Padre y a los presbíteros como el consejo de Dios y el grupo de los apóstoles. Pues aparte de éstos ningún grupo puede llamarse iglesia".
Los Padres apostólicos concedieron gran importancia al bautismo. Según el teólogo Geoffrey Hugo Lampe, los Padres consideraban que el bautismo era "el sello con el que los creyentes son señalados como pueblo de Dios, el camino de la muerte al pecado y a los demonios y del renacimiento a la vida de resurrección, la nueva túnica blanca que debe ser conservada sin mancha, el escudo del soldado de Cristo, el sacramento de la recepción del Espíritu Santo". Los Padres apostólicos también consideraban claramente la eucaristía como el centro del culto cristiano. Ignacio identificaba estrechamente la eucaristía con la muerte y resurrección de Cristo: "es la carne de nuestro Salvador Jesucristo, la cual carne padeció por nuestros pecados y el Padre resucitó".

#### Literatura apócrifa
Durante el mismo período de tiempo que los Padres Apostólicos, los cristianos también producían obras que afirmaban ser antiguos textos judíos. Éstas se consideran Pseudoepígrafos del Antiguo Testamento, y las más importantes son:
- Ascensión de Isaías
- Testamento de los Doce Patriarcas'
- Segundo Libro de Enoc

A principios del siglo II también se vieron obras que pretendían ser de origen apostólico y que hoy se clasifican como Literatura apócrifa del Nuevo Testamento:
- Evangelio de Pedro
- Apocalipsis de Pedro
- Evangelio de los Hebreos
- Epístola de los Apóstoles

#### Apologistas griegos
A mediados del siglo II, los apologistas cristianos escribieron para defender la fe contra las críticas y la  persecución por parte de las autoridades romanas. En general, los apologistas respondían a dos tipos de acusaciones, los rumores populares sobre las prácticas cristianas, como que comían niños o que la  ágape era en realidad una orgía, y los ataques sofisticados a las creencias cristianas, como que los cristianos tomaban prestadas y corrompían ideas de la filosofía griega. Los apologistas griegos son:.
- Arístides de Atenas
- Justino Mártir
- Taciano
- Atenágoras de Atenas
- Teófilo de Antioquía
- Hermias el Filósofo
- Epístola a Diogneto
- Melitón de Sardes

Justino Mártir es el más importante de los apologistas del siglo II. La explicación de Justino de las creencias cristianas estaba influida por el platonismo medio. Para él, Dios Padre era trascendente, y el logos (Verbo) el que revela el Padre a la creación. Cristo es el logos y la fuente de toda verdad. Los filósofos griegos del pasado sólo conocían el Verbo parcialmente. Pero la verdad plena se reveló a los cristianos en la persona de Jesucristo. En Diálogo con Trifón, Justino utilizó la interpretación tipológica para relacionar los acontecimientos del Antiguo Testamento con Cristo. Por ejemplo, el sacrificio pascual era un tipo de Cristo cuya sangre salva a los que creen en él.

### Canon bíblico
.

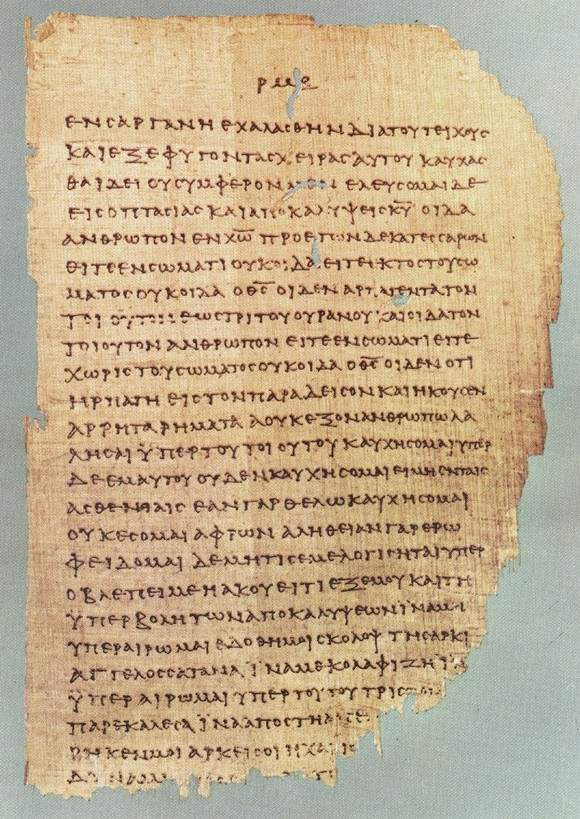
Folio del P46, una colección de epístolas paulinas de principios del siglo III

El canon bíblico es el conjunto de libros que los cristianos consideran de inspiración divina y que, por tanto, constituyen la Biblia cristiana. Aunque el Iglesia primitiva utilizó el Antiguo Testamento según el canon de la Septuaginta (LXX), los apóstoles no dejaron por lo demás un conjunto definido de nuevas escrituras, sino que el Nuevo Testamento se desarrolló con el tiempo.
Los escritos atribuidos a los apóstoles circularon entre las primeras comunidades cristianas. Las epístolas paulinas ya circulaban recopiladas a finales del siglo I d. C. Justino Mártir, a principios del siglo II, menciona las "memorias de los apóstoles", pero sus referencias no son detalladas. Alrededor del año 160 Ireneo de Lyon defendió la existencia de sólo cuatro Evangelios (el Tetramorfo), y argumentó que sería ilógico rechazar los Hechos de los Apóstoles pero aceptar el Evangelio de Lucas, ya que ambos eran del mismo autor. A principios del 200, Orígenes puede haber estado utilizando los mismos 27 libros que en el Nuevo Testamento moderno, aunque todavía había disputas sobre la canonicidad de Hebreos, Santiago, II Pedro, II y III Juan, y Apocalipsis, véase Antilegomena. Asimismo hacia el año 200 el fragmento Muratoriano muestra que existía un conjunto de escritos cristianos algo similares a lo que hoy es el Nuevo Testamento de 27 libros.
En su carta pascual de 367, Atanasio, obispo de Alejandría, dio una lista exactamente igual en número y orden con lo que se convertiría en el canon del Nuevo Testamento y sería aceptado por la iglesia griega. El Sínodo de Hipona africano, en el año 393, aprobó el Nuevo Testamento, tal y como se encuentra en la actualidad, junto con los libros de la Septuaginta, decisión que fue repetida por el  Sínodo de 397 y el Sínodo de 419. El Concilio de Roma del papa Dámaso I en 382, sólo si se asocia correctamente con él el Decretum Gelasianum, emitió un canon bíblico idéntico al mencionado anteriormente. En 405, el papa Inocencio I envió una lista de los libros sagrados a un obispo galo, Exsuperio. No obstante, no se hizo una articulación dogmática completa del canon hasta el Concilio de Trento en el siglo XVI.

### Teología patrística
A medida que el cristianismo se extendía, adquirió ciertos miembros de los círculos bien educados del mundo helenístico; a veces llegaron a ser obispos, pero no siempre. Produjeron dos tipos de obras: teológicas y "apologéticas", estas últimas destinadas a defender la fe utilizando la razón para refutar los argumentos contra la veracidad del cristianismo. Estos autores se conocen como los padres de la Iglesia, y su estudio se denomina Patrística. Entre los primeros Padres destacan Justino Mártir, Ireneo, Tertuliano, Clemente de Alejandría, Orígenes, etc.
En los primeros siglos de la Iglesia cristiana surgió una gran cantidad de reflexión teológica -en una amplia variedad de géneros, contextos y lenguas-, producto en gran parte de los intentos de debatir cómo debía vivirse la fe cristiana en culturas muy diferentes de aquella en la que nació. Por ejemplo, buena parte de la literatura en lengua griega puede leerse como un intento de llegar a un acuerdo con la cultura helenística. En este periodo se ve la lenta aparición de la ortodoxia (cuya idea parece surgir de los conflictos entre el catolicismo cristianismo católico]] y gnosticismo cristianismo), el establecimiento de un canon bíblico, los debates sobre la doctrina de la Trinidad (más notablemente entre los concilios de Nicaea en 325 y Constantinopla en 381), sobre cristología (más notablemente entre los concilios de Constantinopla en 381 y Calcedonia en 451), sobre la pureza de la Iglesia (por ejemplo en los debates en torno a los donatistas), y sobre la gracia, el libre albedrío y la predestinación (por ejemplo en el debate entre Agustín de Hipona y Pelagio).

#### Padres Ante-Nicenos
Los textos y escritores influyentes en el siglo II incluyen:
- La colección conocida como los Padres Apostólicos (sobre todo del siglo II)
- Justino Mártir (c. 100/114 - c. 162/168)
- Clemente de Alejandría (muerto hacia 215)
- Ireneo de Lyon (c. 130-202)
- Varios autores "gnósticos", como Marción (c. 85-160), Valentín el Gnóstico (c. 100-153) y  Basilides (c. 117-138).
- Algunos de los textos comúnmente denominados apócrifos del Nuevo Testamento.

Textos y escritores influyentes entre c. 200 y 325 (el Primer Concilio de Nicea) incluyen:
- Tertuliano (c. 155-230)
- Hipólito (escritor)|Hipólito]] (muerto en 235)
- Orígenes (c. 182 - c. 251)
- Cipriano]] (muerto hacia 258)
- Arrio (256-336)
- Otros textos gnósticos y textos de los apócrifos del Nuevo Testamento.

### Credo Niceno
Cada frase del Credo de Nicea, que se elaboró a martillazos en el Concilio de Nicea, aborda algún aspecto que había sido objeto de apasionada discusión y cierra los libros sobre el argumento, con el peso del acuerdo de los más de 300 obispos asistentes. Constantino había invitado a los 1800 obispos de la iglesia cristiana (unos 1000 en oriente y 800 en occidente). No se puede precisar el número de obispos participantes; Sócrates Escolástico y Epifanio de Salamina contaron 318; Eusebio de Cesarea, sólo 250. A pesar del acuerdo alcanzado en el concilio del 325, los arrianos que habían sido derrotados dominaron la mayor parte de la Iglesia durante la mayor parte del siglo IV, a menudo con la ayuda de emperadores romanos que les favorecían.

#### Padres Nicenos y Post-Nicenos

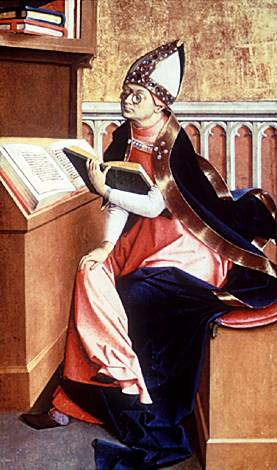
Agustín de Hipona

El cristianismo de la antigüedad tardía produjo muchos padres de la iglesia que escribieron textos teológicos, entre ellos SS;Augustino, Gregorio Nacianceno, Cirilo de Jerusalén, Ambrosio de Milán, Jerónimo, y otros. El resultado fue una edad de oro de la actividad literaria y académica sin parangón desde los tiempos de Virgilio y Horacio. Algunos de estos padres, como Juan Crisóstomo y Athanasius, sufrieron el exilio, la persecución o el martirio de los emperadores bizantinos. Muchos de sus escritos están traducidos al español en las compilaciones de Padres nicenos y postnicenos.
Entre los textos y escritores más influyentes entre 325 y 500 d. C. se encuentran:
- Atanasio (298-373)
- Los Padres Capadocios (finales del siglo IV)
- Ambrosio (c. 340-397)
- Jerónimo (c. 347-420)
- Juan Crisóstomo (347-407)
- Agustín de Hipona (354-430)
- Cirilo de Alejandría (376-444)

#### Papado y primacía
La teología del Obispo de Roma, que tiene una papado monárquico, se desarrolló a lo largo del tiempo. Como obispado, su origen es coherente con el desarrollo de una estructura episcopal en el siglo I.[cita requerida] Los orígenes del concepto de primacía papal son históricamente oscuros; teológicamente, se basa en tres antiguas tradiciones cristianas: (1) que el el apóstol Pedro era preeminente entre los apóstoles, (2) que la Pedro ordenó a sus sucesores como obispo de Roma, y (3) que la los obispos son los sucesores de los apóstoles. Mientras la Sede Papal fuera también la capital del Imperio de Occidente, el prestigio del Obispo de Roma podía darse por sentado sin necesidad de una sofisticada argumentación teológica más allá de estos puntos; sin embargo, tras su traslado a Milán y luego a Rávena, se desarrollaron argumentos más detallados basados en el 16:18-19, etc. No obstante, en la antigüedad la cualidad petrina y apostólica, así como una "primacía de respeto", relativa a la sede romana fue indiscutida por emperadores, patriarcas orientales y la Iglesia oriental por igual. El Concilio Ecuménico de Constantinopla en 381 afirmó que Roma era "la primera entre iguales". Al final de la antigüedad, se desarrollaron las aclaraciones doctrinales y los argumentos teológicos sobre la primacía de Roma. Lo que implicaba exactamente esta primacía, y su ejercicio, se convertiría en un tema de controversia en épocas posteriores.

### Primeras herejías
La preocupación urgente por la uniformidad de creencias y prácticas ha caracterizado al cristianismo desde sus inicios. El propio Nuevo Testamento habla de la importancia de mantener la doctrina ortodoxa y refutar las herejías, mostrando la antigüedad de la preocupación. El desarrollo de la doctrina, la posición de la ortodoxia y la relación entre la Iglesia primitiva y los primeros grupos heréticos es objeto de debate académico. Algunos estudiosos, basándose en las distinciones entre cristianos judíos, cristianos gentiles y otros grupos como gnósticos, véase el cristianismo primitivo como fragmentado y con ortodoxias contemporáneas en competencia.
El proceso de establecimiento del cristianismo ortodoxo se puso en marcha por una sucesión de diferentes interpretaciones de las enseñanzas de Cristo que se enseñaban después de la crucifixión. Aunque se sabe que el propio Cristo habló en contra de los falsos profetas y falsos cristos en los propios evangelios Marcos 13:22 (algunos se levantarán y distorsionarán la verdad para arrastrar a los discípulos), Mateo 7:5-20, Mateo 24:4, Mateo 24:11, Mateo 24:24 (Porque se levantarán falsos cristos y falsos profetas). En muchas ocasiones, en las epístolas de Pablo, éste defiende su propio apostolado, y exhorta a los cristianos en diversos lugares a guardarse de los falsos maestros, o de cualquier cosa contraria a lo que les fue transmitido por él. Las epístolas de Juan y Judas también advierten de los falsos maestros y profetas, al igual que el escritor del Libro del Apocalipsis y 1 Jn. 4:1, como también advirtió el apóstol Pedro en 2 Pe. 2:1-3.
Una de las funciones de los obispos, y el propósito de muchos escritos cristianos, era refutar las herejías. Las primeras eran generalmente de naturaleza cristológica, es decir, negaban la divinidad (eterna) o la humanidad de Cristo. Por ejemplo, el docetismo sostenía que la humanidad de Jesús no era más que una ilusión, negando así la encarnación; mientras que el arrianismo sostenía que Jesús no era eternamente divino. Muchos grupos eran dualistas y sostenían que la realidad estaba compuesta por dos partes radicalmente opuestas: la materia, normalmente véase como el mal, y el espíritu, visto como el bien. El cristianismo ortodoxo, en cambio, sostenía que tanto el mundo material como el espiritual habían sido creados por Dios y que, por tanto, ambos eran buenos, y que esto estaba representado en las naturalezas divina y humana unificadas de Cristo.
Ireneo (c. 130-202) fue el primero en argumentar que su posición "proto-ortodoxa" era la misma fe que Jesús dio a los apóstoles, y que la identidad de los apóstoles, sus sucesores, y las enseñanzas de los mismos eran de conocimiento público. Se trataba, por tanto, de un argumento temprano que apoyaba la sucesión apostólica. Ireneo estableció primero la doctrina de cuatro evangelios y no más, con los evangelios sinópticos interpretados a la luz del Juan. Los oponentes de Ireneo, sin embargo, afirmaban haber recibido enseñanzas secretas de Jesús a través de otros apóstoles que no eran conocidas públicamente. El gnosticismo se basa en la existencia de tal conocimiento oculto, pero también han sobrevivido en la Escritura canónica breves referencias a enseñanzas privadas de Jesús, así como advertencias de Cristo de que habría falsos profetas o falsos maestros. Los oponentes de Ireneo también afirmaban que las fuentes de inspiración divina no se habían secado, lo que constituye la doctrina de la revelación continua.
A mediados del siglo II, tres grupos de cristianos se adhirieron a una serie de doctrinas que dividieron a las comunidades cristianas de Roma: el maestro Marción, las efusiones pentecostales de profetas cristianos extáticos de una revelación continua, en un movimiento que se denominó "montanismo" por haber sido iniciado por  Montano y sus discípulas, y las enseñanzas gnósticas de Valentín el Gnóstico. Los primeros ataques contra las supuestas herejías constituyeron la materia de la Prescripción contra los herejes de Tertuliano (en 44 capítulos, escrita desde Roma), y de la Contra las herejías de Ireneo (c. 180, en cinco volúmenes), escrita en Lyo n tras su regreso de una visita a Roma. Las cartas de Ignacio de Antioquía y Policarpo de Esmirna a varias iglesias advertían contra los falsos maestros, y la Epístola de Bernabé', aceptada por muchos cristianos como parte de las Escrituras en el siglo II, advertía sobre la mezcla del judaísmo con el cristianismo, al igual que otros escritores, lo que condujo a las decisiones alcanzadas en el  primer concilio ecuménico, convocado por emperador Constantino en Nicea en 325, en respuesta a una nueva polémica perturbadora en el seno de la comunidad cristiana, en ese caso las disputas del arriano sobre la naturaleza de la Trinidad.
Durante esos tres primeros siglos, el cristianismo estuvo efectivamente proscrito por la exigencia de venerar al emperador romano y a los dioses romanos. En consecuencia, cuando la Iglesia tildaba a sus enemigos de herejes y los expulsaba de sus congregaciones o rompía los lazos con las iglesias disidentes, se quedaba sin poder para perseguirlos. Sin embargo, a los llamados "herejes" también se les llamaba de otras maneras (por ejemplo, "necios", "perros salvajes", "siervos de Satanás"), por lo que la palabra "hereje" tuvo asociaciones negativas desde el principio, y de forma intencionada.
Antes del 325 d. C., la naturaleza "herética" de algunas creencias era objeto de mucho debate dentro de las iglesias. Después del 325 d. C., algunas opiniones se formularon como dogma a través de los cánones promulgados por los concilios.

## Teología medieval

### Teología bizantina
Mientras el Imperio Romano de Occidente declinaba y caía, el Imperio Romano de Oriente, centrado en Constantinopla, permaneció en pie hasta 1453, y en él se desarrolló una amplia gama de actividad teológica, que se veía que tenía una fuerte continuidad con la teología del período patrístico; de hecho, la división entre teología patrística y bizantina no sería reconocida por muchos teólogos e historiadores ortodoxos.

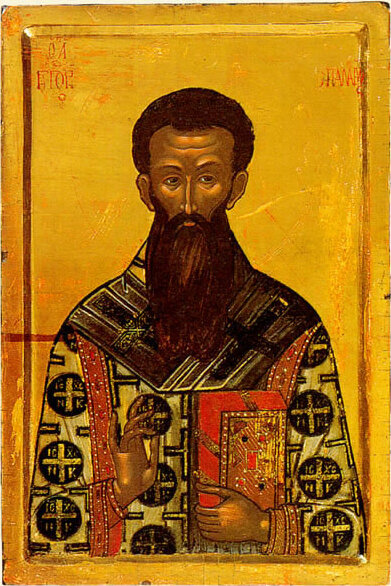
Gregorio Palamas

### Teología mística
- Seudo Dionisio Areopagita (trabajando c. 500)
- Simeón el Nuevo Teólogo (949-1022)
- Gregorio Palamas (1296-1359)

### Controversia cristológica después de Calcedonia

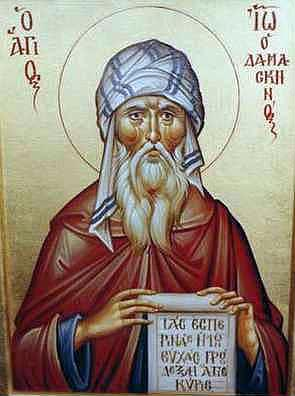
Juan de Damasco

- Severo de Antioquía (c. 465-518)
- Leoncio de Jerusalén (538-544)
- Máximo el Confesor (c. 580-682)

### Iconoclastas e iconófilos
- Patriarca Germano I de Constantinopla (patriarca 715-730)
- Juan de Damasco (676-749)
- Teodoro el Estudita (c. 758 - c. 826)

## Herejías
| - Adopcionismo - Antinomianismo - Apolinarismo - Arrianismo - Arminianismo - Audianismo - Bogomilos - Iglesia bosnia - Catarismo - Docetismo - Donatismo - Ebionitas - Euquites - Espíritu Libre - Gnosticismo - Enrique el Monje - Iconoclastia - Jansenismo - Luciferismo - Lolardos - Mandeísmo - Maniqueísmo | Marcionismo - Marcionismo - Monarquianismo - Monofisitismo - Monotelismo - Montanismo - Muhammadismo (Islam) - Neoultramontanismo - Nestorianismo - Ofitas - Patripasianismo - Paulicianismo - Pelagianismo - Pedro de Bruys - Filetismo - Priscilianismo - Psilantropismo - Sabelianismo - Semipelagianismo en el catolicismo romano - Socinianismo - Ultramontanismo en la Ortodoxia - Valdenses |

## Teología occidental

### Antes del Imperio carolingio
Cuando El Imperio Romano de Occidente se fragmentó bajo el impacto de varias invasiones "bárbaras", la cultura intelectual de todo el Imperio que había sustentado la teología patrística tardía vio cortadas sus interconexiones. La teología tendió a localizarse, diversificarse y fragmentarse. El cristianismo clásico conservado en Italia por hombres como Boethius y Cassiodorus era diferente del vigoroso cristianismo Frankish documentado por Gregorio de Tours, que a su vez era diferente del cristianismo que floreció en Irlanda y Northumbria en los siglos VII y VIII. A lo largo de este período, la teología tendió a ser un asunto más monástico, floreciendo en paraísos monásticos donde se podían mantener las condiciones y recursos para el aprendizaje teológico.
Entre los escritores importantes se incluyen:
- Cesáreo de Arlés (c. 468-542)
- Boecio (480-524)
- Casiodoro (c. 480 - c. 585)
- Papa Gregorio I (c. 540-604)
- Isidoro de Sevilla (c. 560-636)
- Bede (672-736)

### La teología en tiempos de Carlomagno
El establecimiento del Imperio carolingio fue testigo de una explosión de investigaciones y controversias teológicas, tanto porque facilitó la comunicación entre los distintos centros cristianos como porque sus gobernantes realizaron un esfuerzo concertado para fomentar las reformas educativas y religiosas y desarrollar una mayor uniformidad en el pensamiento y la práctica cristianos en sus territorios. La controversia estalló, por ejemplo, en torno al adopcionismo español, en torno a las opiniones sobre la predestinación de Gottschalk, o en torno a las opiniones eucarísticas de Ratramnus.
Entre los escritores importantes se encuentran:
- Alcuino (c. 735-804)
- Los españoles Adopcionistas Félix de Urgel y Elipando de Toledo de Rito Mozárabe (finales del siglo VIII)
- Rabanus Maurus (c. 780-856)
- Pascasio Radberto (c. 790-865)
- Ratramno de Corbie (fallecido hacia 868)
- Hincmar (806-882)
- Godescalco de Orbais (c. 808 - c. 867)
- Juan Escoto Erígena (c. 815-877)

### Antes de la escolástica
Con la división y decadencia del Imperio carolingio, se conservó una notable actividad teológica en algunas de las escuelas catedralicias que habían comenzado a destacar bajo su mandato, por ejemplo en Auxerre en el siglo IX o Chartres en el siglo XI. Las influencias intelectuales del mundo árabe (incluidas las obras de autores clásicos conservadas por eruditos islámicos) se trasladaron al Occidente cristiano a través de España, influyendo en teólogos como Gerberto de Aurillac, que llegó a ser el papa Silvestre II y mentor de Otón III. (Otón fue el cuarto gobernante del Sacro Imperio Romano Germánico  Otoniano) sucesor del Imperio Carolingio). En torno a Berengario de Tours, en el siglo XI, se formó una controversia sobre el significado de la eucaristía que insinuaba una nueva confianza en la investigación intelectual de la fe que presagiaba la explosión de argumentos teológicos que tendría lugar en el siglo XII.
Entre los autores más destacados se encuentran:
- Erico de Auxerre (c. 835-887)
- Remigio de Auxerre (c. 841-908)
- Gerberto de Aurillac (c. 950-1003)
- Fulberto de Chartres (fallecido en 1028)
- Berengario de Tours (c. 999-1088)
- Lanfranco de Canterbury (fallecido en 1089)

### Escolasticismo

#### La escolástica temprana y sus contemporáneos
A Anselmo de Canterbury se le llama a veces engañosamente el 'Padre de la Escolástica' debido al lugar prominente que ocupa la razón en su teología; en lugar de establecer sus puntos apelando a la autoridad, presenta argumentos para demostrar por qué las cosas que cree con autoridad deben ser así. Su enfoque, sin embargo, no fue muy influyente en su época, y se mantuvo alejado de las escuelas catedralicias. Otras influencias más importantes son: la producción de la glosa sobre las Escrituras asociada a Anselmo de Laon, el auge de la dialéctica (tema central del trivium medieval) en la obra de Abelardo, y la producción por parte de Pedro Lombardo de una colección de Sentencias u opiniones de los Padres de la Iglesia y otras autoridades. La escolástica propiamente dicha puede considerarse como el tipo de teología que surge cuando, en las escuelas catedralicias y sus sucesoras, se utilizan las herramientas de la dialéctica para comentar, explicar y desarrollar la glosa y las sentencias.

Entre los autores más destacados se encuentran:

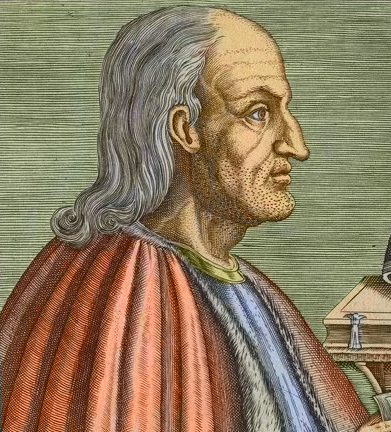
Anselmo de Canterbury

- Anselmo de Canterbury (1033/1034-1109)
- Anselmo de Laon (muerto en 1117)
- Hugo de San Víctor (1078-1151)
- Pedro Abelardo (1079-1142)
- Bernardo de Claraval (1090-1153)
- Hildegarda de Bingen (1098-1179)
- Pedro Lombardo (c. 1100-1160)
- Joaquín de Fiore (c. 1135-1202)

#### La alta escolástica y sus contemporáneos
El siglo XIII vio el intento de supresión de varios grupos percibidos como heterodoxos, como los cátaros y los valdenses y el auge asociado de las órdenes mendicantes (especialmente los franciscanos y los dominicos), en parte con la intención de ser una alternativa ortodoxa a los grupos heréticos. Estas dos órdenes se convirtieron rápidamente en contextos de la más intensa teología escolástica, produciendo teólogos "altamente escolásticos" como Alejandro de Hales (franciscano) y Tomás de Aquino (dominico), o el menos obviamente escolástico Buenaventura (franciscano). El siglo también vio florecer el teología mística, con mujeres como Matilde de Magdeburgo desempeñando un papel destacado. Además, el siglo puede verse como un período en el que el estudio de la filosofía natural que podría anacrónicamente llamarse 'ciencia' comenzó de nuevo a florecer en suelo teológico, en manos de hombres como Robert Grosseteste y Roger Bacon.
Entre los autores notables se encuentran:
- Domingo de Guzmán (1170-1221)

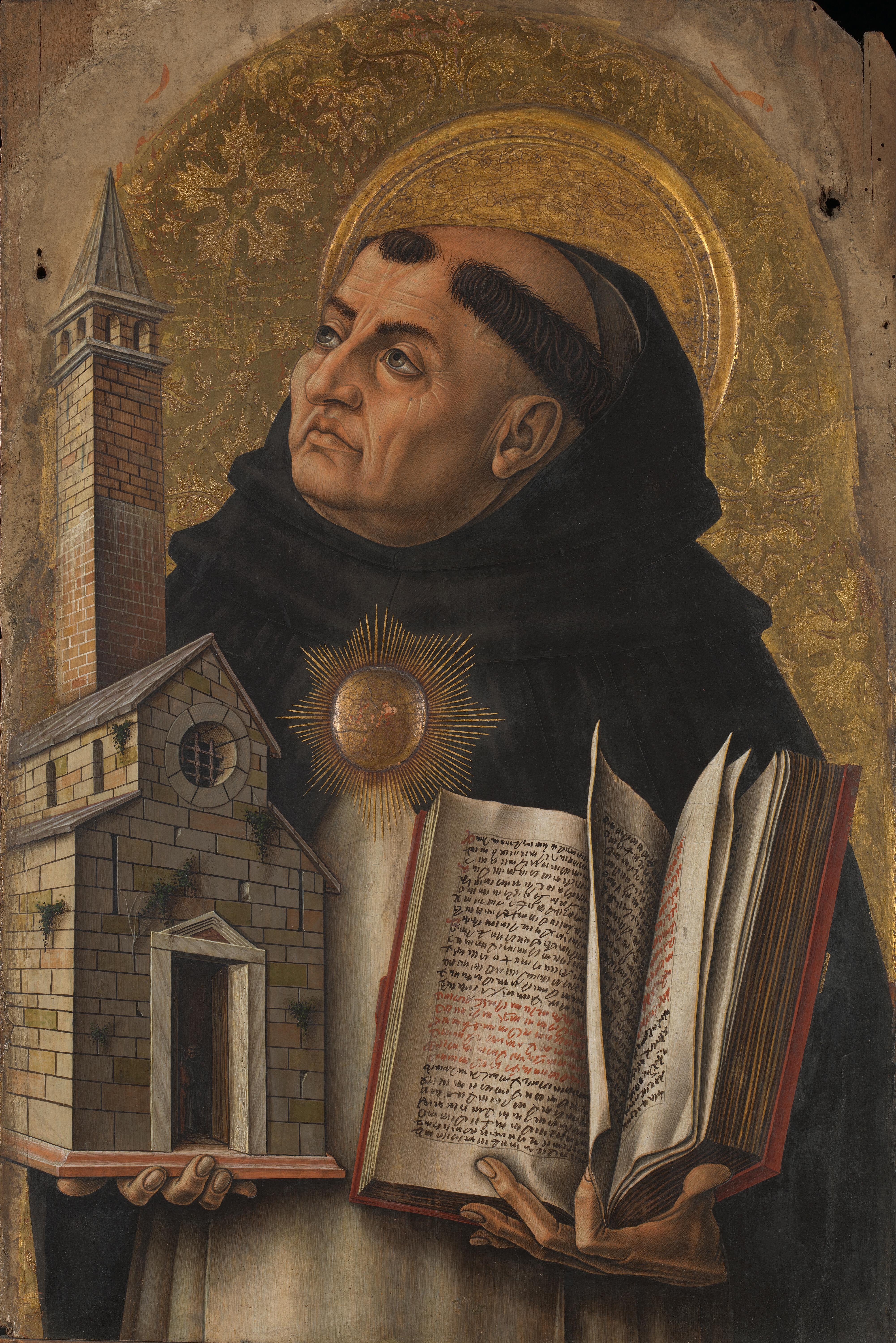
Aquinas

- Roberto Grosseteste (c. 1175-1253)
- Francisco de Asís (1182-1226)
- Alejandro de Hales (fallecido en 1245)
- Matilde de Magdeburgo (1210-1285)
- Roger Bacon (1214-1294)
- Buenaventura (1221-1274)
- Tomás de Aquino (1225-1274)
- Ángela de Foligno (1248-1309)

#### La escolástica tardía y sus contemporáneos
La teología escolástica continuó desarrollándose a medida que el siglo XIII daba paso al XIV, haciéndose cada vez más compleja y sutil en sus distinciones y argumentos. El siglo XIV véase, en particular, el auge de las teologías nominalista o voluntarista de hombres como Guillermo de Ockham. El siglo XIV fue también una época en la que movimientos de carácter muy diverso trabajaron por la reforma de la Iglesia institucional, como el conciliarismo, la lolardía y los husitas. También florecieron movimientos espirituales como la Devotio Moderna.
Entre los autores notables se encuentran:
- Meister Eckhart (1260-1328)
- Duns Escoto (1266-1308)
- Marsilio de Padua (1270-1342)

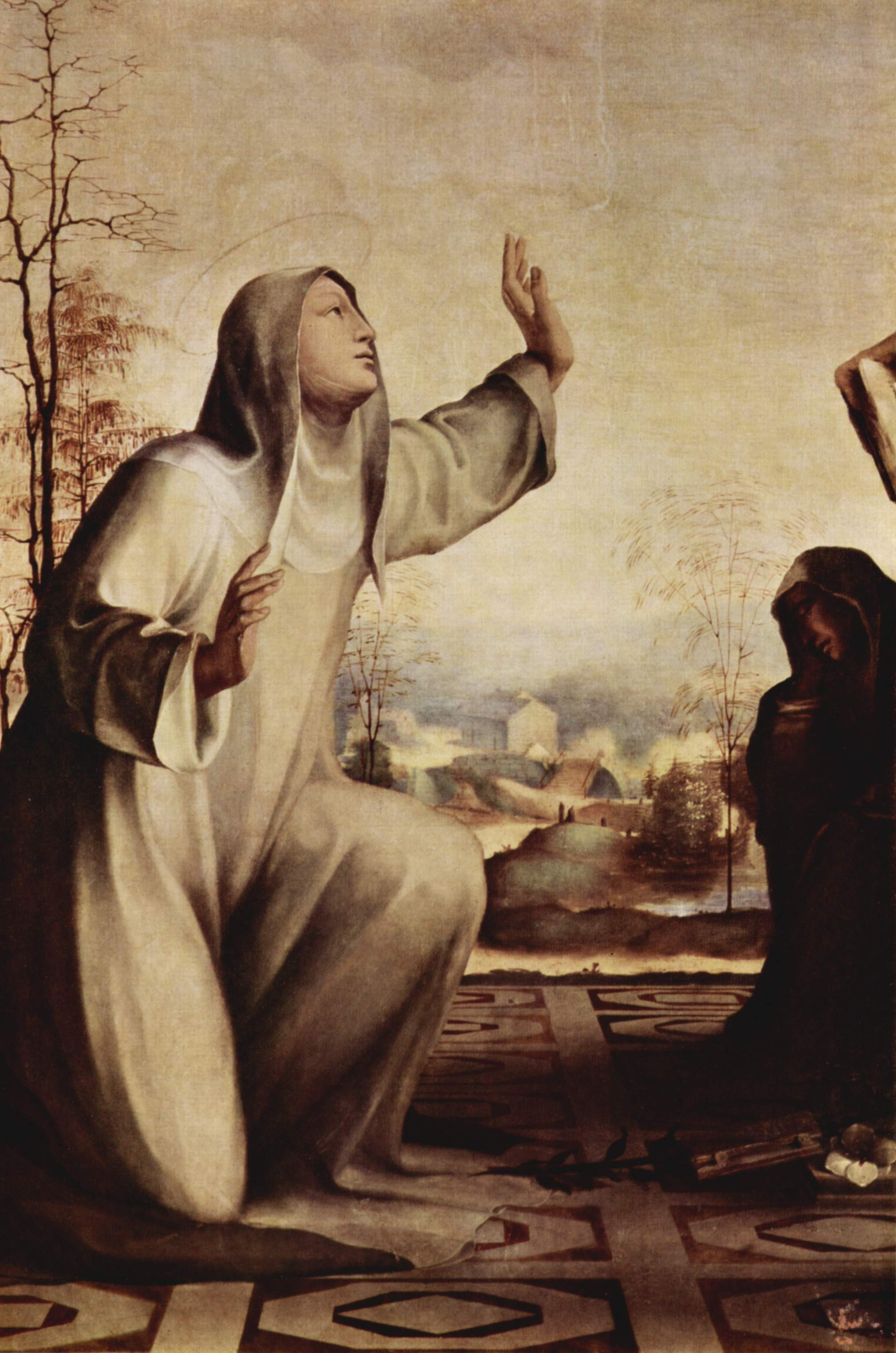
Representación de Catalina de Siena

- Guillermo de Ockham (c. 1285-1349)
- Juan Wycliffe (c. 1320-1384)
- Julián de Norwich (1342-1413)
- Geert Groote (1340-1384)
- Catalina de Siena (1347-1380)
- Jean Gerson (1363-1429)
- Jan Hus (c. 1369-1415)
- Tomás de Kempis (1380-1471)

## Renacimiento y Reforma
El Renacimiento proporcionó a los eruditos la capacidad de leer las Escrituras en sus lenguas originales, lo que en parte estimuló la Reforma. [Martín Lutero]], Doctor en Biblia por la Universidad de Wittenburg, comenzó a enseñar que la salvación es un don de la gracia de Dios, alcanzable sólo a través de la fe en Jesús, quien en humildad pagó por el pecado. "Esta roca única y firme, que llamamos la doctrina de la justificación", insistía Martín Lutero, "es el artículo principal de toda la doctrina cristiana, que comprende el entendimiento de toda piedad." Junto con la doctrina de la justificación, la Reforma promovió una visión más elevada de la Biblia. Como dijo Martín Lutero, "La verdadera regla es ésta: La Palabra de Dios establecerá los artículos de fe, y nadie más, ni siquiera un ángel puede hacerlo" Estas dos ideas promovieron a su vez el concepto del sacerdocio de todos los creyentes. Otros reformadores importantes fueron Juan Calvino, Huldrych Zwingli, Philipp Melanchthon, Martin Bucer y los Anabaptistas. Su teología fue modificada por sucesores como Theodore Beza, los puritanos ingleses y Francis Turretin.

### Luteranismo
El luteranismo es una importante rama del cristianismo occidental que se identifica con las enseñanzas de Lutero. Los esfuerzos de Lutero por reformar la teología y la práctica de la Iglesia iniciaron la Reforma protestante. Como resultado de las reacciones de sus contemporáneos, el cristianismo se dividió. Las ideas de Lutero fueron uno de los principales fundamentos del Movimiento protestante.

#### El inicio de la Reforma

La venta de indulgencias mostrada en Una pregunta a un acuñador, xilografía de Jörg Breu el Viejo de Augsburgo, c. 1530.

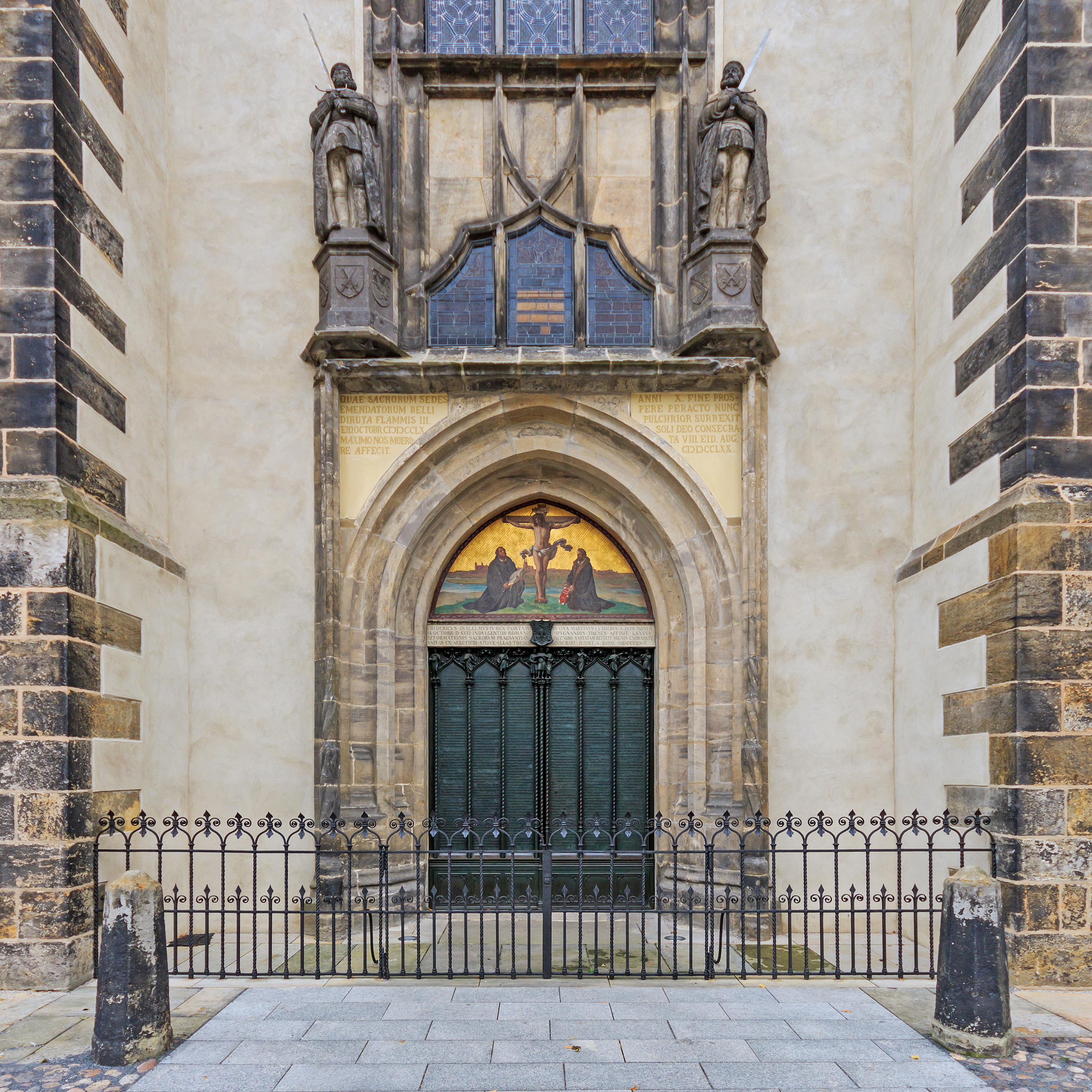
Puerta de la Schlosskirche (iglesia del castillo) de Wittenberg en la que se dice que Lutero clavó sus 95 Tesis, desencadenando la Reforma.

En 1516-1517, Johann Tetzel, un fraile dominico y comisionado papal para las indulgencias, fue enviado a Alemania por la Iglesia Católica Romana para vender indulgencias con el fin de recaudar dinero para reconstruir la Basílica de San Pedro en Roma. La teología católica romana afirmaba que la fe por sí sola, ya sea fiduciaria o dogmática, no puede justificar al hombre; y que sólo una fe activa en la caridad y las buenas obras (fides caritate formata) puede justificar al hombre.

##### Justificación por la fe
De 1510 a 1520, Lutero dio conferencias sobre los Salmos, los libros de Hebreos, Romanos y Gálatas. Mientras estudiaba estas porciones de la Biblia, llegó a ver el uso de términos como penitencia y justicia por parte de la Iglesia Católica Romana de nuevas maneras. Se convenció de que la Iglesia era corrupta en sus costumbres y había perdido de vista lo que él veía como varias de las verdades centrales del cristianismo, la más importante de las cuales, para Lutero, era la doctrina de la justificación—el acto de Dios de declarar justo a un pecador—sólo por la fe a través de la gracia de Dios. Comenzó a enseñar que la salvación o redención es un don de la gracia de Dios, alcanzable sólo a través de la fe en Jesús como mesías.

Esta única y firme roca, que llamamos la doctrina de la justificación", escribió, "es el artículo principal de toda la doctrina cristiana, que comprende el entendimiento de toda piedad.

Las  95 Tesis' fueron rápidamente traducidas del latín al alemán, impresas y ampliamente copiadas, convirtiendo la controversia en una de las primeras de la historia en contar con la ayuda de la imprenta. En dos semanas, las tesis se habían difundido por toda Alemania; en dos meses, por toda Europa.
El 31 de octubre de 1517, Lutero escribió a Albrecht, arzobispo de Maguncia y Magdeburgo, protestando por la venta de indulgencias. Adjuntaba a su carta una copia de su "Disputación de Martín Lutero sobre el poder y la eficacia de las indulgencias", que llegó a conocerse como Las 95 tesis. Hans Hillerbrand escribe que Lutero no tenía intención de enfrentarse a la Iglesia, sino que veía su disputa como una objeción erudita a las prácticas eclesiásticas, y el tono del escrito es, en consecuencia, "inquisitivo, más que doctrinario". Hillerbrand escribe que sin embargo hay un trasfondo de desafío en varias de las tesis, particularmente en la Tesis 86, que pregunta: "¿Por qué el Papa, cuya riqueza es hoy mayor que la del más rico de los Crasos, construye la basílica de San Pedro con el dinero de los creyentes pobres y no con su propio dinero?"
Lutero se opuso a un dicho atribuido a Johann Tetzel según el cual "En cuanto suena la moneda en el cofre, sale el alma del purgatorio", insistiendo en que, puesto que el perdón sólo Dios podía concederlo, quienes afirmaban que las indulgencias absolvían a los compradores de todos los castigos y les concedían la salvación estaban en un error. Los cristianos, decía, no debían cejar en su seguimiento de Cristo a causa de tales falsas seguridades.
Según Philipp Melanchthon, que escribió en 1546, Lutero clavó una copia de las  95 Tesis en la puerta de la Iglesia de Todos los Santos  en Wittenberg ese mismo día— las puertas de las iglesias actuaron como tablones de anuncios de su época—un acontecimiento que ahora se ve como el detonante de la Reforma protestante, y se celebra cada año el 31 de octubre como Día de la Reforma. Algunos estudiosos han cuestionado la exactitud del relato de Melanchthon, señalando que no existen pruebas contemporáneas de ello. Otros han replicado que no es necesaria tal prueba, porque ésta era la forma habitual de anunciar un acontecimiento en un campus universitario en la época de Lutero.
Lutero llegó a entender la justificación como obra enteramente de Dios. En contra de la enseñanza de su época de que los actos justos de los creyentes se realizan en cooperación con Dios, Lutero escribió que los cristianos reciben esa justicia enteramente de fuera de sí mismos; que la justicia no sólo proviene de Cristo sino que en realidad es la justicia de Cristo, imputada a los cristianos (en lugar de infundida en ellos) a través de la fe."Por eso sólo la fe hace justo y cumple la ley", escribió. "La fe es lo que trae el Espíritu Santo a través de los méritos de Cristo" La fe, para Lutero, era un don de Dios. Explicó su concepto de "justificación" en los Artículos de Smalcald:

El primer y principal artículo es éste: Jesucristo, nuestro Dios y Señor, murió por nuestros pecados y resucitó para nuestra justificación (Romanos 3:24-25). Sólo Él es el Cordero de Dios que quita los pecados del mundo (Juan 1:29), y Dios ha cargado sobre Él la iniquidad de todos nosotros (Isaías 53:6). Todos han pecado y son justificados gratuitamente, sin obras ni méritos propios, por Su gracia, mediante la redención que es en Cristo Jesús, en Su sangre (Romanos 3:23-25). Esto es necesario para creer. Esto no puede ser adquirido o captado de otra manera por ninguna obra, ley o mérito. Por lo tanto, es claro y cierto que sólo esta fe nos justifica ... Nada de este artículo se puede ceder o entregar, aunque caigan el cielo y la tierra y todo lo demás (Mark 13:31).

##### Respuesta del papado
.

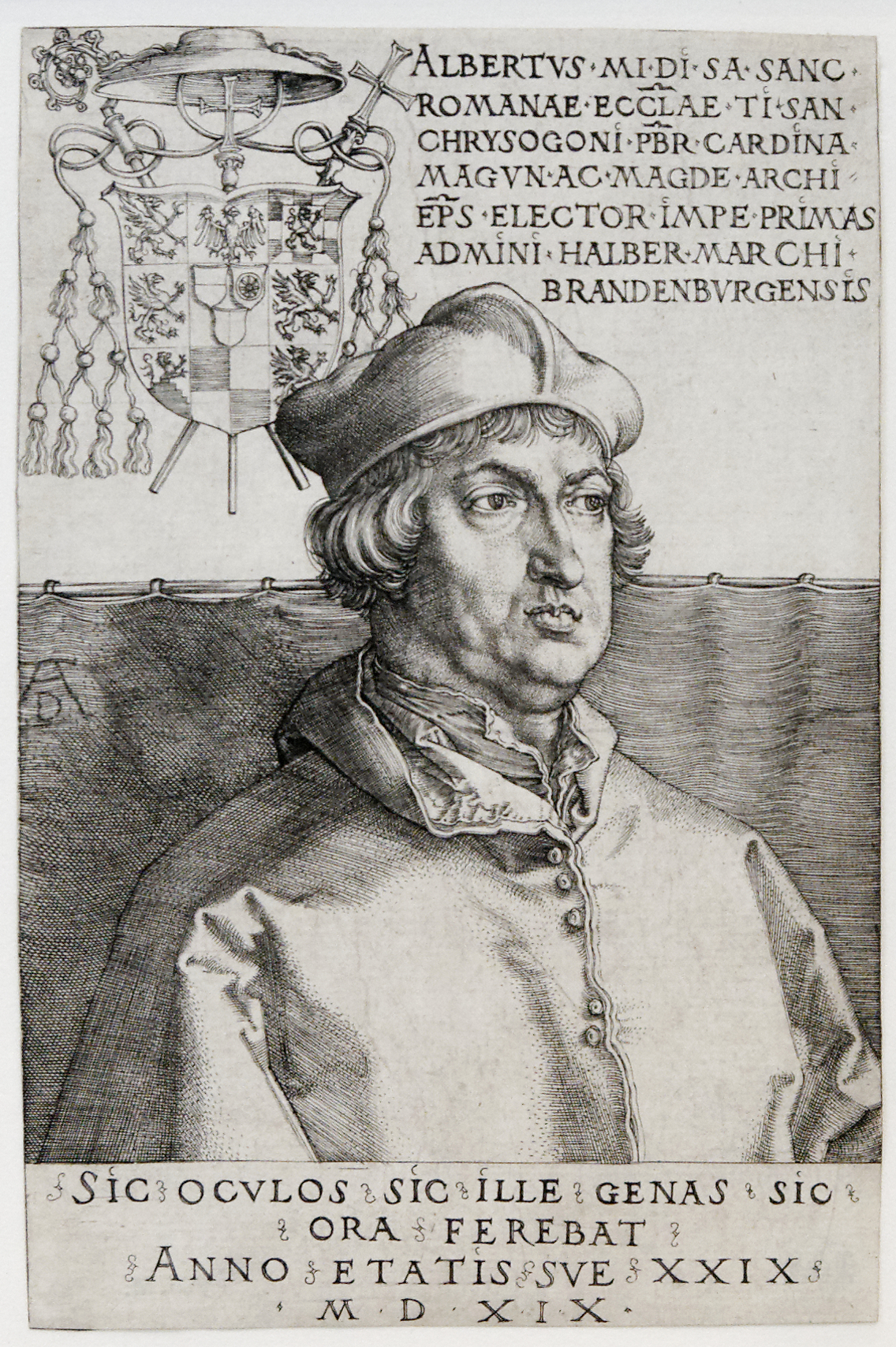
Cardenal Albrecht of Hohenzollern, arzobispo de Maguncia y Magdeburgo, utilizaba parte de los ingresos por indulgencias para pagar deudas por sobornos; retrato de Albrecht Dürer, 1519

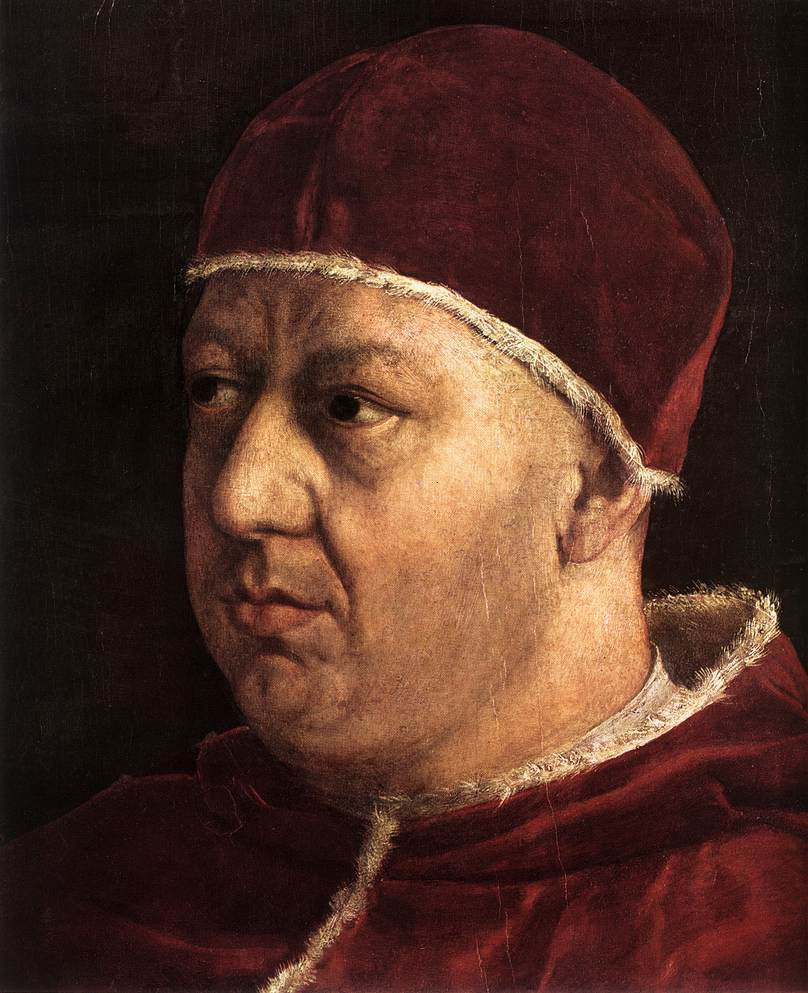
Papa León X por Rafael.

En contraste con la rapidez con que se distribuyeron las tesis, la respuesta del papado fue lenta.
 Cardenal Albrecht de Hohenzollern, arzobispo de Maguncia y Magdeburgo, con el consentimiento del Papa León X, estaba utilizando parte de los ingresos de la indulgencia para pagar sus deudas de soborno, y no respondió a la carta de Lutero; en lugar de ello, hizo que las tesis fueran revisadas por herejía y enviadas a Roma.
León X respondió durante los tres años siguientes, "con gran cuidado, como es debido", desplegando una serie de teólogos y enviados papales contra Lutero. Es posible que esperara que el asunto se calmara por sí solo, porque en 1518 descalificó a Lutero como un alemán borracho que cuando esté sobrio cambiará de opinión.

##### Ampliación de la brecha
Los escritos de Lutero se difundieron ampliamente, llegando a Francia, Inglaterra e Italia ya en 1519, y los estudiantes acudían en masa a Wittenberg para escucharle. Publicó un breve comentario sobre la Epístola a los Gálatas y su Obra sobre los Salmos. Al mismo tiempo, recibió delegaciones de Italia y de los Utraquistas de Bohemia; Ulrich von Hutten y Franz von Sickingen se ofrecieron a poner a Lutero bajo su protección.
Esta primera parte de la carrera de Lutero fue una de las más creativas y productivas. Tres de sus obras más conocidas fueron publicadas en 1520: A la nobleza cristiana de la nación alemana, Sobre el cautiverio babilónico de la Iglesia y La libertad cristiana.
El 30 de mayo de 1519, cuando el Papa exigió una explicación, Lutero le escribió un resumen y una explicación de sus tesis. Aunque el Papa pudo haber concedido algunos de los puntos, no le gustó el desafío a su autoridad, por lo que convocó a Lutero a Roma para responder a éstos. En ese momento intervino Federico el Sabio, el Elector de Sajonia. No quería que uno de sus súbditos fuera enviado a Roma para ser juzgado por el clero católico, así que convenció al Emperador del Sacro Imperio Romano Germánico Carlos V, que necesitaba el apoyo de Federico, para que llegara a un acuerdo.

En octubre de 1518, Lutero viajó a Augsburgo para reunirse con el legado papal, el cardenal Tomás Cayetano. La discusión fue larga pero no se resolvió nada.

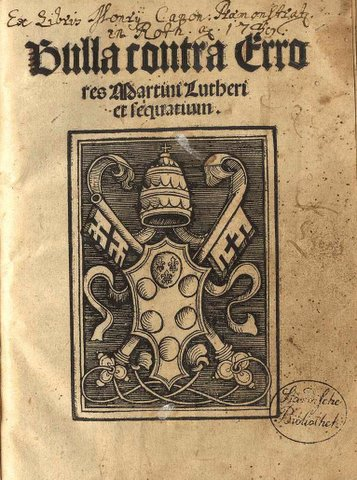
Primera edición de Exsurge Domine

.

##### Excomunión
El 15 de junio de 1520, el Papa advirtió a Lutero con la bula papal (edicto) Exsurge Domine que se arriesgaba a la excomunión a menos que se retractara de 41 sentencias extraídas de sus escritos, incluidas las  95 Tesis, en un plazo de 60 días.
Ese otoño, Johann Eck proclamó la bula en Meissen y otras ciudades. Karl von Miltitz, un nuncio papal, intentó negociar una solución, pero Lutero, que había enviado al Papa una copia de Sobre la libertad del cristiano en octubre, prendió fuego públicamente a la bula y los decretos en Wittenberg el 10 de diciembre de 1520, acto que defendió en Por qué se queman el Papa y su reciente libro y Afirmaciones relativas a todos los artículos.
Como consecuencia, Lutero fue excomulgado por el Papa León X el 3 de enero de 1521, en la bula Decet Romanum Pontificem.

### Maniobras políticas
Lo que había comenzado como un debate estrictamente teológico y académico se había convertido también en una especie de conflicto social y político, que enfrentaba a Lutero, sus aliados alemanes y los partidarios del norte de Europa contra Carlos V, Francia, el Papa italiano, sus territorios y otros aliados. El conflicto estallaría en una guerra religiosa tras la muerte de Lutero, alimentada por el clima político del Sacro Imperio Romano Germánico y las fuertes personalidades de ambos bandos.
En 1526, en la Dieta de Espira (1526), se decidió que, hasta que un Concilio ecuménico pudiera reunirse y resolver las cuestiones teológicas planteadas por Martín Lutero, no se aplicaría el Edicto de Worms y cada príncipe podría decidir si se permitirían las enseñanzas y el culto luteranos en sus territorios. En 1529, en la Dieta de Espira (1529), se revocó la decisión de la anterior Dieta de Espira, a pesar de las enérgicas protestas de los príncipes luteranos, las ciudades libres y algunos territorios  zwinglianos. Estos estados pasaron rápidamente a ser conocidos como protestantes. Al principio, este término protestante se utilizó políticamente para los estados que se resistieron al Edicto de Worms. Con el tiempo, sin embargo, este término pasó a utilizarse para los movimientos religiosos que se opusieron a la tradición católica romana en el siglo XVI.
El luteranismo se conocería como un movimiento independiente tras la Dieta de Augsburgo de 1530, convocada por Carlos V para intentar frenar el creciente movimiento protestante. En la Dieta, Philipp Melanchthon presentó un resumen escrito de las creencias luteranas llamado Confesión de Augsburgo. Varios de los príncipes alemanes (y más tarde, reyes y príncipes de otros países) firmaron el documento para definir los territorios "luteranos". Estos príncipes se aliarían para crear la Liga de Esmalcalda en 1531, que desembocó en la Guerra de Esmalcalda de 1547, un año después de la muerte de Lutero, que enfrentó a los príncipes luteranos de la Liga de Esmalcalda contra las fuerzas católicas de Carlos V.
Tras la conclusión de la Guerra de Esmalcalda, Carlos V intentó imponer la doctrina religiosa católica en los territorios que había derrotado. Sin embargo, el movimiento luterano estaba lejos de ser derrotado. En 1577, la siguiente generación de teólogos luteranos reunió el trabajo de la generación anterior para definir la doctrina de la iglesia luterana persistente. Este documento se conoce como la Fórmula de la Concordia. En 1580 se publicó junto con la Confesión de Augsburgo, la Apología de la Confesión de Augsburgo, el Catecismo Mayor y el Catecismos Menores de Martín Lutero, los Artículos de Esmalcalda y el Tratado sobre el poder y el primado del Papa. Juntos se distribuyeron en un volumen titulado el Libro de la Concordia. Este libro se sigue utilizando hoy en día.[cita requerida]

## Contrarreforma
La contrarreforma católica romana encabezada por los jesuitas bajo Ignacio de Loyola tomó su teología de las decisiones del Concilio de Trento, y desarrolló la Segunda escolástica, que enfrentó a la escolástica luterana. El resultado global de la Reforma fue, por tanto, poner de relieve distinciones de creencia que anteriormente habían coexistido de forma incómoda.

### El Concilio de Trento

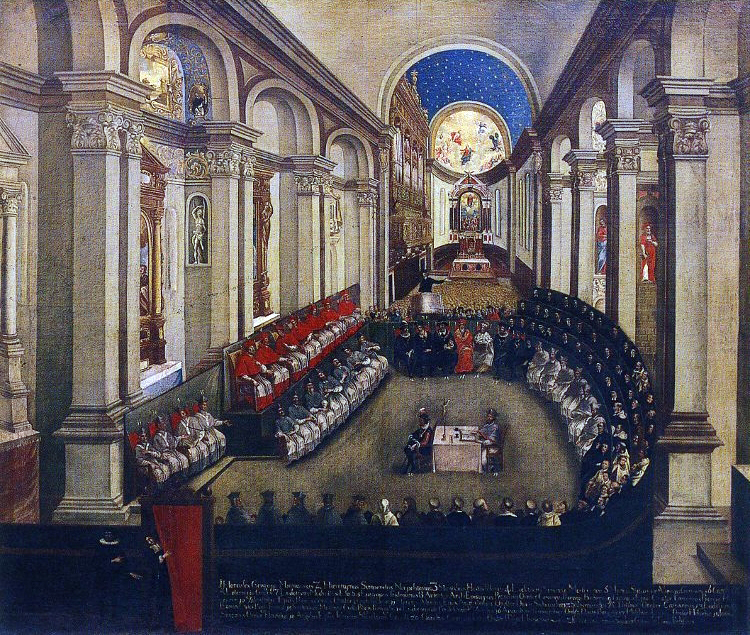
El Concilio en la iglesia de Santa Maria Maggiore; Museo Diocesiano Tridentino, Trento

## Movimiento de Restauración
El Movimiento de Restauración (también conocido como "Movimiento Stone-Campbell") se refiere generalmente al "Movimiento de Restauración Americano", que comenzó en la frontera americana durante el Segundo Gran Despertar de principios del siglo XIX. El movimiento buscaba reformar la iglesia y unir a los cristianos. Barton W. Stone y Alexander Campbell desarrollaron de forma independiente enfoques similares de la fe cristiana, buscando restaurar toda la iglesia cristiana, sobre el modelo establecido en el Nuevo Testamento. Ambos grupos creían que los credos mantenían dividido al cristianismo. Se unieron en hermandad en 1832 con un apretón de manos. Estaban unidos, entre otras cosas, en la creencia de que Jesús es el Cristo, el Hijo de Dios, que las iglesias celebran la Cena del Señor el primer día de cada semana, y que el bautismo de creyentes adultos, por inmersión en agua, es una condición necesaria para la Salvación.
El Movimiento de la Restauración comenzó como dos hilos separados, cada uno de los cuales se desarrolló inicialmente sin el conocimiento del otro, durante el Segundo Gran Despertar a principios del siglo XIX. El primero, dirigido por Barton W. Stone comenzó en Cane Ridge, Condado de Bourbon, Kentucky. El grupo se autodenominaba simplemente cristianos. El segundo, comenzó en el oeste de Pensilvania y Virginia (ahora Virginia Occidental), dirigido por Thomas Campbell y su hijo, Alexander Campbell. Debido a que los fundadores querían abandonar todas las etiquetas denominacionales, utilizaron los nombres bíblicos para los seguidores de Jesús que encontraron en la Biblia.: 27  Ambos grupos promovían un retorno a los propósitos de las iglesias del siglo I tal y como se describen en el Nuevo Testamento. Un historiador del movimiento ha argumentado que era principalmente un movimiento de unidad, con el motivo de la restauración jugando un papel subordinado.: 8 
El Movimiento de Restauración ha visto varias divisiones, dando lugar a múltiples grupos separados. Tres grupos modernos reclaman el movimiento Stone Campbell como sus raíces: Iglesias de Cristo, Iglesias Cristianas e Iglesias de Cristo, y la Iglesia Cristiana (Discípulos de Cristo). Algunos ven las divisiones en el movimiento como el resultado de la tensión entre los objetivos de la restauración y el ecumenismo, con las Iglesias de Cristo y las iglesias cristianas e iglesias de Cristo resolviendo la tensión haciendo hincapié en la restauración, mientras que la Iglesia Cristiana (Discípulos de Cristo) resolvió la tensión haciendo hincapié en el ecumenismo.: 383 

## Respuesta católica moderna al protestantismo
Hasta bien entrado el siglo XX, los católicos -aunque ya no recurrían a la persecución- seguían definiendo a los protestantes como herejes. Así, Hilaire Belloc -en su época uno de los oradores más conspicuos del catolicismo en Gran Bretaña- hablaba sin tapujos de la "herejía protestante". Incluso definió el Islam como "una herejía cristiana", ya que los musulmanes aceptan muchos de los principios del cristianismo pero niegan la divinidad de Jesús.
Sin embargo, en la segunda mitad del siglo -y especialmente tras el Concilio Vaticano II- la Iglesia católica, en un espíritu ecuménico, tiende a no referirse al protestantismo como una herejía, aunque las enseñanzas del protestantismo sean heréticas desde una perspectiva católica. El uso moderno prefiere referirse a los protestantes como "hermanos separados" en lugar de "herejes", aunque este último término se sigue utilizando en ocasiones para referirse a los católicos que abandonan su iglesia para unirse a una confesión protestante. Muchos católicos consideran que el protestantismo es una herejía material más que formal y, por tanto, no censurable.
Algunas de las doctrinas del protestantismo que la Iglesia católica considera heréticas son la creencia de que la Biblia es la única fuente y regla de fe ("sola scriptura"), que sólo la fe puede conducir a la salvación ("sola fide") y que no existe un sacerdocio sacramental y ministerial al que se accede por ordenación, sino sólo un sacerdocio universal de todos los creyentes.